# Göteborgs Bult- & Nagelfabriks AB
Göteborgs Bult- & Nagelfabriks AB var ett svenskt verkstadsföretag i Göteborg.
Göteborgs Bult- & Nagelfabriks AB grundade 1898 i Lundby på Hisingen i Göteborg. Det tillverkade spik, nitar, bultar och muttrar. Johan Fenger-Krog var delägare från 1902 och vd 1902–1907. Omkring 1900 hade företaget cirka 50 anställda och 1913 omkring 100. 
Företaget togs över av AB O. Mustad & Son omkring 1920. Spiktillverkningen lades ned på 1920-talet. 
AB O Mustad & Son hade 1915 köpt Bäckefors bruk, som tillverkade hästskosöm, men tillverkning lades ned 1918 efter en brand. Det låg sedan öde längre tider fram till 1950, då Göteborgs Bult- & Nagelfabrik flyttade över en del av sin verksamhet till Bäckefors, med omkring 70 anställda i början av 1970-talet. Fabriken i Bäckefors lades senare ned.
Göteborgs Bult- & Nagelfabriks AB såldes 1983 till Bultfabriks AB i Hallstahammar. 